# William Nelson (lutte)
Pour les articles homonymes, voir William Nelson et Nelson.
William Nelson (né à une date inconnue et mort à une date inconnue) est un lutteur sportif américain.

## Biographie
William Nelson obtient une médaille de bronze olympique, en 1904 à Saint-Louis en poids mouches.